# NGC 2731
NGC 2731 ist eine Spiralgalaxie vom Hubble-Typ Sc im Sternbild Krebs auf der Ekliptik. Sie ist schätzungsweise 110 Millionen Lichtjahre von der Milchstraße entfernt und hat einen Durchmesser von etwa 25.000 Lj. 
Das Objekt wurde am 3. März 1864 von Albert Marth entdeckt.